# Taeromys taerae
Taeromys taerae là một loài động vật có vú trong họ Chuột, bộ Gặm nhấm. Loài này được Sody mô tả năm 1932.